# نداء الدم (فلم)
نداء الدم هو فيلم درامي مصري تم إنتاجه عام 1943، إخراج إبراهيم لاما و بطولة بدر لاما، روحية خالد.

## قصة الفيلم
شوقى رجل أعمال ثرى، تعمل لديه بثينة كسكرتيرة يحاول شوقي التقرب إلى سكرتيرته حيث استولت على قلبه بل ويتقدم للزواج منها، لكنها ترفض لارتباطها عاطفيا بقريبها عادل الذي يبادلها الحب وقد اتفقا على الزواج، يشعر شوقى بالغيرة من عادل فيدبر له كى يبعده عن طريقه فيلفق له تهمة تودى به إلى السجن، يفشل عادل بمساعدة بثينة إثبات براءته ولكنه يعلم بأنها من تدبير شوقى، يقضى عادل فترة العقوبة الظالمة ويخرج من السجن لينتقم من شوقى ويتتابع الصراع بينهما، وفي النهاية تستطيع بثينة أن تثنى عادل عن الانتقام حتى لا يعود مرة أخرى للسجن، ويقتنع عادل ليأخذ بثينة ليتزوجا أخيرًا.

## فريق العمل
إخراج: إبراهيم لاما
تأليف:
- إبراهيم لاما
- السيد زيادة

إنتاج: كوندرو فيلم
بطولة:
- بدر لاما
- روحية خالد
- سلوى علام
- منسي فهمي
- إسماعيل ياسين
- عبد الفتاح القصري
- فردوس محمد
- محمد الديب
- درية أحمد
- ثريا حلمي
- ناهد سمير

## روابط خارجية
- مقالات تستعمل روابط فنية بلا صلة مع ويكي بيانات